# 谢里 (谢尔省)
谢里（法語：Chéry，法語發音：[ʃeʁi]）是法国谢尔省的一个市镇，属于维耶尔宗区。

## 地理
谢里（47°7'13"N, 2°2'47"E）面积13.54 平方千米，位于法国中央-卢瓦尔河谷大区谢尔省，该省份为法国中部省份，北起卢瓦雷省，西接卢瓦-谢尔省和安德尔省，南至克勒兹省，东南接阿列省，东临涅夫勒省。
与谢里接壤的市镇（或旧市镇、城区）包括：拉兹奈、阿尔农河畔吕里、马赛、勒伊、圣皮埃尔德雅尔。

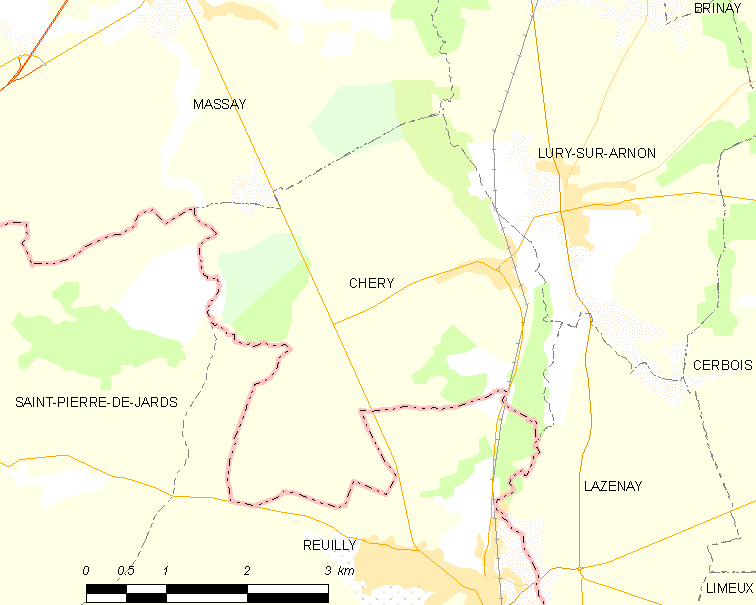
的OSM定位图

谢里的时区为UTC+01:00、UTC+02:00（夏令时）。

## 行政
谢里的邮政编码为18120，INSEE市镇编码为18064。

## 政治
谢里所属的省级选区为耶夫尔河畔默安县。

## 人口

1962-2008年间人口变化图示

谢里于2022年1月1日时的人口数量为225人。